# Loxosceles arizonica
Loxosceles arizonica är en spindelart som beskrevs av Willis J. Gertsch och Stanley B. Mulaik 1940. Loxosceles arizonica ingår i släktet Loxosceles och familjen Sicariidae. Inga underarter finns listade i Catalogue of Life.